# Steingraben (Wilhelmsthal)
Steingraben ist ein Gemeindeteil der Gemeinde Wilhelmsthal im Landkreis Kronach (Oberfranken, Bayern).

## Geographie
Die Einöde liegt mit Bärengrund im Süden auf einem Bergrücken in einer Rodungsinsel. Eine Gemeindeverbindungsstraße führt nach Schafhut (1 km südwestlich).

## Geschichte
Gegen Ende des 18. Jahrhunderts gab es in Steingraben 2 Anwesen (1 Söldengut, 1 Söldengütlein). Das Hochgericht übte das bambergische Centamt Kronach aus. Die Grundherrschaft über die Anwesen hatte das Rittergut Weißenbrunn-Steinberg.
Mit dem Gemeindeedikt wurde Steingraben dem 1808 gebildeten Steuerdistrikt Steinberg und der 1818 gebildeten Ruralgemeinde Steinberg zugewiesen. Am 1. Mai 1978 wurde Steingraben im Zuge der Gebietsreform in Bayern in die Gemeinde Wilhelmsthal eingegliedert.

### Einwohnerentwicklung
| Jahr      | 001818 | 001861 | 001871 | 001885 | 001900 | 001925 | 001950 | 001961 | 001970 | 001987 |
| Einwohner | 6      | 21     | 17     | 18     | 12     | 15     | 7      | 8      | 5      | 15     |
| Häuser    | 2      |        |        | 2      | 3      | 2      | 2      | 2      |        | 2      |
| Quelle    | [ 5 ]  | [ 7 ]  | [ 8 ]  | [ 9 ]  | [ 10 ] | [ 11 ] | [ 12 ] | [ 13 ] | [ 14 ] | [ 1 ]  |

## Religion
Der Ort ist römisch-katholisch geprägt und nach St. Pankratius in Steinberg gepfarrt.